# Jan Paine

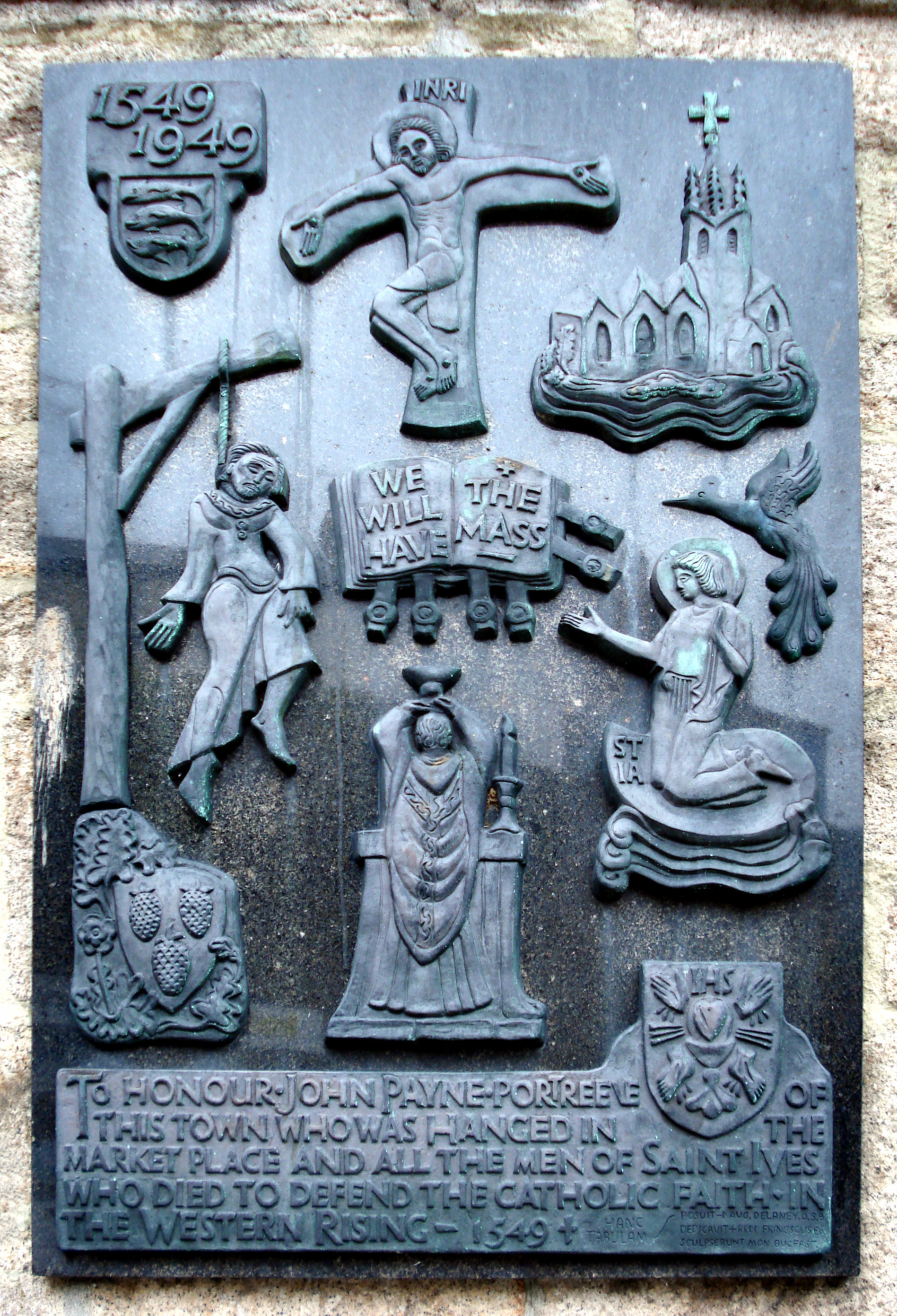
Tablica upamiętniająca męczeństwo Jana Paine'a

Jan Paine (ang.) John Payne (ur. 1532 w Peterborough, zm. 2 kwietnia 1582 w Londynie) – święty katolicki, męczennik, angielski kapłan.

## Życiorys
Za panowania królowej Elżbiety I niesłusznie oskarżony o zdradę, a następnie powieszony i poćwiartowany.
Beatyfikowany 29 grudnia 1886 przez papieża Leona XIII i 25 października 1970 roku kanonizowany w grupie Czterdziestu męczenników Anglii i Walii przez Pawła VI.
Jego wspomnienie obchodzone jest w dzienną rocznicę śmierci.